# 妻有新聞
妻有新聞（つまりしんぶん）は、新潟県中魚沼郡津南町で発行されている株式会社妻有新聞社が発行する地域紙である。創刊は1955年。毎週土曜日に発行されている。配達地域は津南町、十日町市、長野県下水内郡栄村である。
2013年10月より「津南新聞」と「週報とおかまち」が業務統合し、「妻有新聞（つまりしんぶん）」へと改称した。創刊日が1955年とされるなど津南新聞が事実上吸収した形となっている。

## 本社
- 〒949-8201 新潟県中魚沼郡津南町陣場下